# L'Ennemie bien-aimée
Pour les articles homonymes, voir Beloved Enemy.
Pour plus de détails, voir Fiche technique et Distribution.
L'Ennemie bien-aimée (Beloved Enemy) est un film américain réalisé par H. C. Potter, sorti en 1936.

## Synopsis
En 1921, à Dublin, le patriote irlandais Dennis Riordan rencontre Helen Drummond, la fille de l'émissaire anglais chargé de trouver une solution pacifique aux "troubles". Ils vont tomber amoureux l'un de l'autre.

## Fiche technique
- Titre original : Beloved Enemy
- Titre français : L'Ennemie bien-aimée
- Réalisation : H.C. Potter
- Scénario : John L. Balderston, Rose Franken (en), William Brown Meloney (en)
- Direction artistique : Richard Day
- Costumes : Omar Kiam
- Photographie : Gregg Toland
- Son : Oscar Lagerstrom (en)
- Montage : Sherman Todd
- Musique : Alfred Newman
- Production : Samuel Goldwyn
- Production associée : George Haight
- Société de production : Samuel Goldwyn Company (selon IMDb), Howard Productions (selon l'AFI)
- Société de distribution : United Artists
- Pays de production :  États-Unis
- Langue originale : Anglais
- Format : noir et blanc — 35 mm — 1,37:1 — son mono
- Genre : Drame
- Durée : 90 minutes
- Dates de sortie : 
  - États-Unis : 25 décembre 1936
  - France : 12 mars 1937

## Distribution
- Merle Oberon : Helen Drummond
- Brian Aherne (VF : Marc Valbel) : Dennis Riordan / Thomas O'Hare Flannigan
- Karen Morley : Cathleen O'Brien
- Henry Stephenson (VF : Jacques Berlioz) : Lord Athleigh
- David Niven (VF : Roger Till) : Capitaine Gerald Preston
- Jerome Cowan : Tim O'Rourke
- Donald Crisp : Liam Burke
- Ronald Sinclair : Jerry O'Brien
- Granville Bates : Ryan
- P.J. Kelly (VF : Jean Brochard) : Rooney
- Franck Rohan (VF : Maurice Dorléac) : Murphy
- Leo McCabe : Connor
- Pat O'Malley : Patrick Callahan
- Jack Mulhall : Casey
- Claude King : Colonel Loder

## Production
Selon un article du New York Times de décembre 1936[source insuffisante], une première version du film finissait avec la mort de Riordan, mais une autre version où il survit à ses blessures avait été tournée en parallèle. Apparemment toutes les copies existant à ce jour ne contiennent que cette fin plus happy end.